# Arsela Peak
Der Arsela Peak (englisch; bulgarisch връх Арсела wrach Arsela) ist ein 1600 m hoher Berg im westantarktischen Ellsworthland. Im südlichsten Teil des Hauptkamms der Sentinel Range im Ellsworthgebirge ragt er 11 km südöstlich des Lishness Peak, 14,9 km westsüdwestlich des Mountainview Ridge, 4 km nordnordwestlich des Bowers Corner und 12,1 km nordöstlich der O’Neal-Nunatakker am südlichen Ende des Owen Ridge auf. Seine steilen und markanten Nord- und Südwesthänge sind teilweise unvereist. Der Nimitz-Gletscher liegt südwestlich und das Ende des Wessbecher-Gletschers nordöstlich von ihm.
US-amerikanische Wissenschaftler kartierten ihn 1961 und 1988. Die bulgarische Kommission für Antarktische Geographische Namen benannte ihn 2014 nach der antiken thrakischen Siedlung Arsela im Süden Bulgariens.